# Rey bajo la montaña
El mito del Rey bajo la montaña o del Héroe durmiente es un tradicional recurso de la mitología en la que un líder nacional mítico no está muerto en realidad, sino que está supuestamente dormido, aguardando su regreso cuando su pueblo lo necesite o la situación lo amerite. 
El sistema de catalogación de mitos Aarne-Thompson le reserva el código 766, enlazándolo con la leyenda de los Siete durmientes de Éfeso. Se considera que líderes como el Sacro Emperador Romano Federico I Barbarroja, el conquistador mongol Genghis Khan, el último emperador bizantino Constantino XI, el Rey Arturo o el Sebastianismo son los típicos ejemplos de héroes dormidos, cuyos pueblos esperan su regreso en tiempos de necesidad.

## Características generales

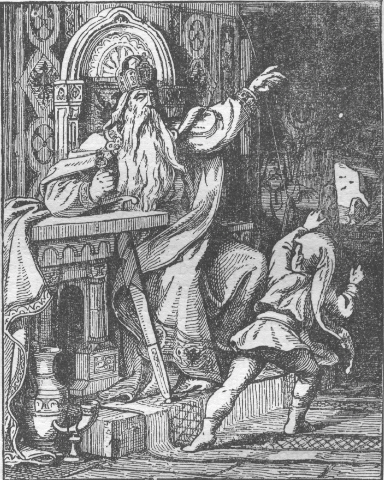
Federico I Barbarroja envía al chico a ver si el cuervo aún vuela.

El rey bajo la montaña involucra héroes legendarios, a menudo acompañados por sirvientes armados, durmiendo en lugares remotos, como cuevas, cimas de montañas o lugares sobrenaturales. El héroe suele ser algún tipo de líder militar clave en la historia de la nación de la leyenda.
Las historias reunidas por los Hermanos Grimm sobre Federico I Barbarroja y Carlomagno son ejemplos típicos y han influido en las muchas variantes y adaptaciones del mito. La presencia del héroe es muchas veces insospechada hasta que algún pastor, buscando un animal perdido entra y ve al héroe. La historia suele incidir en como el héroe lleva una larga barba, indicativo del tiempo que lleva durmiendo en el interior de la montaña.
En la versión de los hermanos Grimm, el héroe le habla al pastor. La conversación típicamente hace preguntar al héroe: "¿Sigue el águila [o el cuervo en otras versiones] todavía dando vueltas a la cima?" Cuando el pastor afirma que así es, el héroe anuncia "¡Entonces vete! Mi tiempo aún no ha llegado".
El pastor es normalmente dañado de forma sobrenatural. Envejece rápidamente y sale con el pelo encanecido, a menudo muriendo tras propagar la historia. Las historia continua diciendo que el rey duerme en la montaña, esperando que se le invoque para levantarse con sus caballeros y defender a su pueblo en tiempos de gran peligro. El presagio o augurio que anunciará su vuelta es la extinción del pájaro que guarda su morada.